# Chrysopogon melanorrhinus
Chrysopogon melanorrhinus là một loài ruồi trong họ Asilidae. Chrysopogon melanorrhinus được Clements miêu tả năm 1985. Loài này phân bố ở miền Australasia.